# Lyudmila Petkova
Lyudmila Kostova Petkova (en bulgare : Людмила Костова Петкова), née le 28 septembre 1967 à Sofia, est une économiste et femme politique bulgare.
De 2024 à 2025, elle occupe les fonctions de vice-Première ministre et ministre des Finances dans le gouvernement Glavtchev,. 
Indépendante politiquement, elle est économiste professionnelle et a travaillé dans le secteur public pendant plus de 30 ans,.
Elle préside le Groupe code de conduite en 2019 et est reconduite en janvier 2021 pour un deuxième mandat de présidente.